# Rebeliões de Dalarna
As Rebeliões de Dalarna foram três rebeliões que ocorreram na Província de Dalarna, na Suécia: a Primeira, entre 1524 e 1525; a Segunda, entre 1527 e 1528; e a Terceira, entre 1531 e 1533. As rebeliões foram protagonizadas pelos habitantes de Dalarna contra Rei Gustavo I da Suécia. Dentre as causas da rebelião, podem-se apontar: insatisfações decorrentes da crise econômica e da reforma religiosa decorrente da ruptura do Rei Gustavo I com a Igreja Católica Romana.
Foram rebeliões de pequena escala, suprimidas apenas com a mobilização dos exércitos do Rei Gustavo I, sem que ocorressem combates.

## Primeira Rebelião
Após a Guerra de Libertação da Suécia, o Rei Gustavo I decretou um monopólio comercial que favorecia a Cidade Livre de Lübeck, na época, a mais importante cidade da Liga Hanseática, como retribuição pelo apoio recebido durante a guerra. Esse monopólio trouxe lucros para os beneficiários e perdas para maior parte da população, o que causou insatisfação popular.
Nesse contexto, dois padres católicos, o ex-bispo de Västerås, Peder Jakobsson, um apoiador de Sten Sture, o Jovem, que fora regente da Suécia, entre 1512 e 1520, durante a União de Kalmar; e Knut Mickelsson, que se opunha às inclinações favoráveis ao luteranismo que o Rei Gustavo I havia demonstrado já em 1524; seriam os líderes da Primeira Rebelião.
Na primavera de 1525, os rebeldes escreveram uma carta na qual reclamavam dos oficiais de justiça e da prisão da viúva de Sten Sture, Christina Gyllenstierna. Eles pretendiam que Christina se casasse com o dinamarquês Søren Norby.
Em maio de 1525, o Rei Gustavo I conseguiu subjugar os descontentes e os líderes fugiram para a Noruega. Entretanto, entre julho e setembro de 1526, eles foram extraditados e, em fevereiro de 1527, executados na roda, um método de execução considerado cruel.

## Segunda Rebelião
Em 1527, continuava a haver um descontentamento decorrente da crise econômica e teve início uma reforma religiosa que iria colocar a Igreja da Suécia (luterana) como igreja oficial do Reino da Suécia, em detrimento da Igreja Católica Romana e um imposto para pagar dívidas de guerra.
Essa rebelião foi liderada por liderada por Daljunkern (O Jovem de Dalarna), um jovem de 15 anos, que alegava ser Nils Stensson Sture (filho de Sten Sture) e que, portanto, teria direito ao trono da Suécia.
Quando percebeu que seu apoio era reduzido, Daljunkern partiu para a Noruega, mas continuou a apoiar os rebeldes de lá.
Em fevereiro de 1528, o rei liderou uma expedição à paróquia de Tuna, onde convocou os camponeses na igreja e exigiu que denunciassem todos os participantes da rebelião, com a ameaça de execução de todos os camponeses da região caso sua exigência não fosse cumprida. Com isso, muitos foram denunciados e executados. Após diversas execuções, o Rei Gustavo I avaliou que a demonstração de força já era suficiente e passou a aceitar os pedidos de misericórdia.

## Terceira Rebelião
Em 1531, foi estabelecido um confisco dos sinos das paróquias, situação que uma ação de resistência na região de Dalarna. Nesse contexto, os rebeldes ofereceram pagar uma quantia em dinheiro para evitar o confisco dos sinos e o Rei Gustavo I aceitou a oferta e perdoou os rebeldes.
No entanto, Gustavo I somente aceitou o acordo em um contexto no qual se sentia ameaçado por Cristiano II que na época reunira um exército para recuperar o controle de seu antigo império. Nesse contexto, havia o interesse em não enfrentar uma rebelião interna para concentrar todos os esforços na luta contra as tropas de Cristiano II.
Depois de derrotar Cristiano II, o Rei Gustavo I decidiu punir os rebeldes de Dalarna. Desse modo, em janeiro de 1533, o Rei Gustavo I apareceu em Dalarna com muitos soldados e fez um um discurso de punição muito severo e os líderes da rebelião foram presos, alguns dos captutados foram imediatamente executados, além disso, os sinos foram confiscados e quantia oferecida em troca dos sinos também foi apropriada pelo Rei.